# ژوهانسنیت
ژوهانسنیت (به انگلیسی: Johannsenite) با فرمول شیمیایی CaMn[Si2O6] از مجموعه کانی هاست و  کانی‌های مشابه آن آکتینوت و دیوپسید است. A.Johannsen گرفته شده‌است.  به راحتی ذوب می‌شود- در HCl گرم محلول است CaO:۲۲٫۶۹٪  MnO:۲۸٫۶۹٪  SiO۲:۴۸٫۶۲٪  با انکلوزیون‌های: Fe,Mg برای اولین بار در بلغارستان کشف شد و از نظر شکل بلور: منشورهای طویل - سوزنی، رنگ: خاکستری قهوه‌ای - خاکستری سبز - قهوه‌ای، شفافیت: غیرشفاف - نیمه شفاف، شکستگی: صدفی - نامنظم، جلا: شیشه ای، رخ: خوب، سیستم تبلور: مونوکلینیک و در رده‌بندی سیلیکات است  و منشأ تشکیل آن دگرگونی مجاورتی است.
همایند کانی‌شناسی (پارانژ) آن ‌آکتینوت - دیوپسید- گالن- اسفالریت- کلسیت- رودونیت است.
، از نظر ژیزمان  بلوری - آگرگات علفی - اسفرولیتی کمیاب ; بلغارستان، آمریکا، استرالیا، ایتالیا و مکزیک یافت می‌شود.

## منبع
- پردیس کشاورزی ایران